# Phương trình Diophantos

Việc tìm tất cả các tam giác vuông có cạnh nguyên tương đương với việc giải phương trình Diophantos a^{2} + b^{2} = c^{2}.

Trong toán học, phương trình Diophantos là phương trình đa thức, thường bao gồm ít nhất hai biến và các nghiệm của phương trình phải là số nguyên. Phương trình Diophantos tuyến tính là phương trình trong đó tổng của hai hay nhiều hơn đơn thức bằng với một hằng số nào đó, và mỗi đơn thức có bậc một.  Phương trình Diophantos mũ là phương trình mà trong đó biến nằm trong số mũ của lũy thừa nào đó.
Các bài toán Diophantos thường có ít phương trình hơn số biến và yêu cầu phải tìm tất cả các số nguyên là nghiệm của tất cả các phương trình. Bởi vậy, từ hệ phương trình ta định nghĩa ra đường cong đại số, mặt phẳng đại số, hay tổng quát hơn là tập đại số. Việc học và nghiên cứu các khái niệm này là một phần của hình học đại số, nhánh đó được gọi là hình học Diophantos.
Từ Diophantos nói đến nhà toán học Hy Lạp của thế kỷ thứ ba, Diofantos xứ Alexandria, người đã nghiên cứu các phương trình dưới dạng đó, và là một trong những nhà toán học đầu tiên giới thiệu các ký hiệu toán học cho đại số. Việc nghiên cứu các bài toán Diophantos được gọi là giải tích Diophantos.
Trong khi các bài toán riêng lẻ thường được dùng làm bài đố và được xét từng bài một qua lịch sử,  tìm ra lý thuyết tổng quát cho các phương trình Diophantos (trên cả trường hợp tuyến tính và toàn phương) được coi là thành tựu của toán học thế kỷ 20.

## Các ví dụ
Trong các phương trình Diophantos sau, w, x, y, and z là các ẩn số và các ký tự chữ cái khác là các hằng số cho trước:
| ax + by = c           | Đây là phương trình Diophantos tuyến tính. |
| w3 + x3 = y3 + z3     | Nghiệm nguyên dương nhỏ nhất không tầm thường là 123 + 13 = 93 + 103 = 1729. Nó được tìm thấy bởi tính chất đặc biệt của số 1729, còn gọi là số taxicab (hay còn được đặt tên là số Hardy–Ramanujan) bởi Ramanujan với Hardy khi gặp mặt nhau vào năm 1917. Có vô số nghiệm không tầm thường. |
| xn + yn = zn          | Với n = 2, có vô số nghiệm (x, y, z): là các bộ ba số Pythagoras. Đối với các số n lớn hơn, định lý lớn Fermat (bắt nguồn từ năm 1637 bởi Fermat và được chứng minh bởi Andrew Wiles trong 1995) phát biểu rằng không có nghiệm nguyên dương nào tồn tại cho (x, y, z).                       |
| x2 − ny2 = ±1         | Đây là phương trình Pell, được theo tên nhà toán học Anh John Pell. Nó được nghiên cứu bởi Brahmagupta trong thế kỷ thứ bảy, và bởi Fermat vào thế kỷ 17. |
| 4/n = 1/x + 1/y + 1/z | Giả thuyết Erdős–Straus phát biểu rằng với mọi số nguyên n ≥ 2, tồn tại nghiệm cho x, y, và z, các nghiệm này đều là số nguyên dương. Mặc dù thường không phát biểu dưới dạng đa thức, ví dụ này tương đương với phương trình đa thức: 4xyz = yzn + xzn + xyn = n(yz + xz + xy).              |
| x4 + y4 + z4 = w4     | Phỏng đoán sai bởi Euler rằng không có nghiệm không tầm thường nào. Được chứng minh bởi Elkies có vô số nghiệm không tầm thường. Tìm kiếm bằng máy tính cùng Frye xác định được nghiệm nhỏ nhất là: 958004 + 2175194 + 4145604 = 4224814.                                                     |

## Phương trình Diophantos tuyến tính

### Một phương trình
Phương trình Diophantos đơn giản nhất có dạng ax + by = c, trong  a, b và c là các số nguyên được cho trước. Các nghiệm được tìm theo định lý sau:
Phương trình Diophantos này có nghiệm (trong đó x và y là các số nguyên) khi và chỉ khi c  là bội của ước chung lớn nhất của  a và b. Hơn nữa, nếu (x, y)  là nghiệm của phương trình, thì các nghiệm khác có dạng (x + kv, y − ku), trong đó k là số nguyên tùy ý, còn u và v là thương của a và b (tương ứng) chia bởi ước chung lớn nhất của  a và b.
Chứng minh: Nếu d là ước chung lớn nhất thì bổ đề Bézout khẳng định sự tồn tại của hai số nguyên e và f sao cho ae + bf = d. Nếu c là bội của d, thì c = dh với một số số nguyên h, và (eh, fh) là nghiệm cần tìm. Mặt khác, với mỗi cặp số nguyên x và y, ước chung lớn nhất d của a và b là ước của ax + by. Do đó, nếu phương trình có nghiệm thì c phải là bội của d. Nếu a = ud và b = vd, thì với mọi nghiệm (x, y), ta có
a(x + kv) + b(y − ku) = ax + by + k(av − bu) = ax + by + k(udv − vdu) = ax + by,
suy ra (x + kv, y − ku) cũng là một nghiệm khác. Cho hai nghiệm thỏa mãn ax1 + by1 = ax2 + by2 = c, ta có thể suy ra rằng u(x2 − x1) + v(y2 − y1) = 0. Bởi u và v nguyên tố cùng nhau, từ bổ đề Euclid ra được rằng v là ước của x2 − x1, do đó tồn tại số nguyên k sao cho x2 − x1 = kv và y2 − y1 = −ku. Do vậy, x2 = x1 + kv và y2 = y1 − ku, hoàn thành bài chứng minh.

### Định lý số dư Trung Quốc
Định lý số dư Trung Quốc mô tả một lớp quan trọng của các hệ phương trình Diophantos tuyến tính: Gọi n1, …, nk là k số nguyên lớn hơn một và nguyên tố cùng nhau đôi một, a1, …, ak là k số nguyên tùy ý, và N là tích của n1 ⋯ nk. Định lý số dư Trung Quốc khẳng định rằng hệ phương trình Diophantos tuyến tính sau có duy nhất một nghiệm (x, x1, …, xk) sao cho 0 ≤ x < N, và các nghiệm khác có thể thu về được bằng cách cộng vào x bội của N:
{\displaystyle {\begin{aligned}x&=a_{1}+n_{1}\,x_{1}\\&\;\;\vdots \\x&=a_{k}+n_{k}\,x_{k}\end{aligned}}}

### Hệ phương trình Diophantos tuyến tính
Tổng quát hơn, mọi hệ phương trình Diophantos tuyến tính có thể được giải bằng cách dùng dạng chuẩn tắc Smith của ma trận của hệ, theo cách tương tự với cách khử về dạng hàng bậc thang để giải hệ phương trình tuyến tính trên một trường. Sử dụng ký hiệu ma trận, mọi hệ phương trình Diophantos tuyến tính có thể được viết lại thành
A X = C,
trong đó A là ma trận kích thước m × n của các số nguyên, X là ma trận cột kích thước n × 1 của các ẩn số và C là ma trận cột kích thước m × 1 của các số nguyên.
Tính dạng chuẩn tắc Smith của A cho hai ma trận đơn modula (là các ma trận khả nghịch trên số nguyên và có định thức bằng ±1) U và V có số chiều m × m và n × n tương ứng, sao cho ma trận
B = [bi,j] = UAV
thỏa mãn bi,i khác không khi i không lớn hơn số nguyên k, còn các phần tử khác thì bằng không. Hệ phương trình có thể viết lại thành:
B (V−1X) = UC.
Gọi yi là phần tử của V−1X và di là phần tử của D = UC, tìm được hệ phương trình sau
bi,i yi = di với 1 ≤ i ≤ k,
0 yi = di với k < i ≤ n.
Hệ phương trình này tương đương với hệ phương trình cho trước bởi: Ma trận cột của các số nguyên x là nghiệm của hệ phương trình khi và chỉ khi x = Vy với một số ma trận cột y thỏa mãn By = D.
Từ đây, ta suy ra được rằng hệ phương trình có nghiệm khi và chỉ khi bi,i là ước của di với i ≤ k và di = 0 khi i > k. Nếu điều kiện này được thỏa mãn thì các nghiệm của hệ phương trình cho trước là 
{\displaystyle V\,{\begin{bmatrix}{\frac {d_{1}}{b_{1,1}}}\\\vdots \\{\frac {d_{k}}{b_{k,k}}}\\h_{k+1}\\\vdots \\h_{n}\end{bmatrix}}\,,}
trong đó hk+1, …, hn là các số nguyên tùy ý.

## Phương trình Diophantos thuần nhất
Phương trình Diophantos thuần nhất là phương trình Diophantos định nghĩa bằng đa thức thuần nhất. Một trong những ví dụ nổi bật là phương trình của định lý lớn Fermat:
{\displaystyle x^{d}+y^{d}-z^{d}=0.}
Bởi đa thức thuần nhất với n ẩn định nghĩa siêu mặt trong không gian xạ ảnh có chiều n − 1, giải phương trình Diophantos thuần nhất tương đương với tìm các điểm hữu tỉ của siêu mặt xạ ảnh.
Giải phương trình Diophantos thuần nhất thường là bài toán rất khó, kể cả trong trường hợp đơn giản nhất không tầm thường của 3 ẩn (trong trường hợp chỉ có hai ẩn, bài toán chuyển về kiểm tra xem liệu có số hữu tỉ là lũy thừa bậc d của số hữu tỉ kia). Một bằng chứng về độ khó của bài toán là định lý lớn Ferrmat, định lý phát biểu rằng với d > 2, không có nghiệm nguyên nào cho phương trình. Phải mất hơn ba thế kỷ thì định lý lớn Fermat mới được giải quyết bởi các nhà toán học.
Đối với bậc lớn hơn ba, các kết quả đã biết chủ yếu là các định lý xác định phương trình vô nghiệm (ví dụ như định lý lớn Fermat) hoặc số nghiệm hũu hạn (ví dụ như định lý Faltings).
Đối với bậc bằng ba, có các phương pháp pháp giải chung cho gần như mọi phương trình bậc ba, nhưng không có thuật toán nào được biết là có thể giải cho mọi phương trình bậc ba.

### Phương trình bậc hai
Phương trình Diophantos thuần nhất bậc hai thường dễ giải hơn. Cách giải thường bao gồm hai bước: Đầu tiên tìm một nghiệm của phương trình hoặc chứng minh phương trình không có nghiệm nào. Nếu phương trình có nghiệm thì ta có thể suy ra các nghiệm còn lại.
Để chứng minh phương trình không có nghiệm, ta có thể rút gọn phương trình bằng cách modulo p. Lấy ví dụ, phương trình Diophantos sau
{\displaystyle x^{2}+y^{2}=3z^{2},}
không có nghiệm nguyên nào khác ngoại trừ nghiệm tầm thường (0, 0, 0). Thật vậy, bằng cách chia x, y, và z bằng ước chung lớn nhất của chúng, ta có thể đặt mặc định rằng ba ẩn phải nguyên tố cùng nhau. Số chính phương chia 4 thì dư 0 hoặc dư 1. Do đó vế trái của phương trình đồng dư với 0, 1, hoặc 2, còn vế phải đồng dư với 0 hoặc 3. Do đó phương trình có nghiệm chỉ khi x, y, và z đều chẵn, do đó không nguyên tố cùng nhau. Do đó nghiệm duy nhất là nghiệm tầm thường (0, 0, 0). Bài toán này chứng minh không có điểm hữu tỉ nào trên đường tròn có bán kính {\displaystyle {\sqrt {3}}} và tâm tại gốc tọa độ.
Tổng quát hơn, nguyên lý Hasse cho phép kiểm tra xem phương trình Diophantos thuần nhất bậc hai có nghiệm nguyên hay không, và tính một nghiệm nếu phương trình có nghiệm.
Nếu một nghiệm không tầm thường đã được biết, các nghiệm còn lại được tính theo cách sau:

#### Suy từ hình học
Gọi 
{\displaystyle Q(x_{1},\ldots ,x_{n})=0}
là phương trình Diophantos thuần nhất, trong đó {\displaystyle Q(x_{1},\ldots ,x_{n})} là dạng toàn phương (nghĩa là phương trình là đa thức thuần nhất bậc hai) có hệ số nguyên. Nghiệm tầm thường là nghiệm mà các ẩn {\displaystyle x_{i}} đều bằng không. Nếu {\displaystyle (a_{1},\ldots ,a_{n})} là nghiệm không tầm thường của phương trình này, thì {\displaystyle \left(a_{1},\ldots ,a_{n}\right)} là các tọa độ thuần nhất của điểm hữu tỉ của siêu mặt định nghĩa bởi Q. Ngược lại, nếu  {\textstyle \left({\frac {p_{1}}{q}},\ldots ,{\frac {p_{n}}{q}}\right)} là các tọa độ thuần nhất của điểm hữu tỉ của siêu mặt này, trong đó {\displaystyle q,p_{1},\ldots ,p_{n}} là các số nguyên, thì {\displaystyle \left(p_{1},\ldots ,p_{n}\right)} là nghiệm nguyên của phương trình Diophantine này. Hơn nữa, các nghiệm nguyên định nghĩa điểm hữu tỉ cho trước đều là các dãy dưới dạng 
{\displaystyle \left(k{\frac {p_{1}}{d}},\ldots ,k{\frac {p_{n}}{d}}\right),}
trong đó k là số nguyên tùy ý, và d là ước chung lớn nhất {\displaystyle p_{i}.}
Qua đó, bài toán giải phương trình bậc hai {\displaystyle Q(x_{1},\ldots ,x_{n})=0} có thể rút gọn hoàn toàn về tìm các điểm hữu tỉ của một siêu mặt xạ ảnh.

#### Tham số hóa
Bây giờ đặt {\displaystyle A=\left(a_{1},\ldots ,a_{n}\right)} là nghiệm nguyên của phương trình {\displaystyle Q(x_{1},\ldots ,x_{n})=0.} Bởi Q là đa thức bậc hai, một đường thẳng đi qua A cắt siêu mặt tại một điểm khác, điểm đó hữu tỉ khi và chỉ khi đường thẳng hữu tỉ (nghĩa là đường thẳng được định nghĩa bởi các tham số hữu tỉ). Điều này cho phép ta tham số hóa siêu mặt bằng các đường thẳng đi qua A, và các điểm hữu tỉ là các điểm lấy được từ đường hữu tỉ (hay là các đường tương ứng với các giá trị tham số hữu tỉ).
Chính xác hơn, ta có thể làm như sau.
Bằng việc sắp xếp lại các số hạng, ta có thể giả định không mất tính tổng quát rằng {\displaystyle a_{n}\neq 0.} thì có thể chuyển bài toán về trường hợp affin bằng cách xét siêu mặt affin định nghĩa bởi 
{\displaystyle q(x_{1},\ldots ,x_{n-1})=Q(x_{1},\ldots ,x_{n-1},1),}
có điểm hữu tỉ sau
{\displaystyle R=(r_{1},\ldots ,r_{n-1})=\left({\frac {a_{1}}{a_{n}}},\ldots ,{\frac {a_{n-1}}{a_{n}}}\right).}
Nếu điểm hữu tỉ này là điểm kỳ dị, nghĩa là nếu tất cả các đạo hàm riêng của nó đều bằng không tại R, mọi đường đi qua R đều nằm trong trong siêu phẳng, thì ta thu về được mặt nón. Thay đổi các ẩn
{\displaystyle y_{i}=x_{i}-r_{i}}
không làm thay đổi các điểm hữu tỉ, và biến q về đa thức chứa n − 1 biến. Trong trường hợp này, bài toán có thể được giải bằng cách áp dụng tiếp phương pháp cho phương trình ít biến hơn.
Nếu đa thức q là tích của các đa thức tuyến tính (có thể có hệ số không hữu tỉ), thì nó định nghĩa hai siêu phẳng. Giao của hai siêu phẳng này là một phẳng hữu tỉ chứa các điểm kỳ dị. Trường hợp này là trường hợp đặc biệt của cái trước.
Trong trường hợp tổng quát, xét phương trình tham số của đường thẳng đi qua R:
{\displaystyle {\begin{aligned}x_{2}&=r_{2}+t_{2}(x_{1}-r_{1})\\&\;\;\vdots \\x_{n-1}&=r_{n-1}+t_{n-1}(x_{1}-r_{1}).\end{aligned}}}
Thay này vào q, ta được đa thức bậc hai trong {\displaystyle x_{1},} và bằng 0 khi {\displaystyle x_{1}=r_{1}.} Do đó nó chia hết cho {\displaystyle x_{1}-r_{1},}. Thương này tuyến tính trong {\displaystyle x_{1},} và có thể giải được bằng cách biểu diễn {\displaystyle x_{1}} là thương của hai đa thức có bậc tối đa bằng hai trong {\displaystyle t_{2},\ldots ,t_{n-1},} cùng với hệ số nguyên:
{\displaystyle x_{1}={\frac {f_{1}(t_{2},\ldots ,t_{n-1})}{f_{n}(t_{2},\ldots ,t_{n-1})}}.}
Thay này vào biểu thức cho {\displaystyle x_{2},\ldots ,x_{n-1},} ta được: với i = 1, …, n − 1,
{\displaystyle x_{i}={\frac {f_{i}(t_{2},\ldots ,t_{n-1})}{f_{n}(t_{2},\ldots ,t_{n-1})}},}
trong đó {\displaystyle f_{1},\ldots ,f_{n}} là các đa thức có bậc tối đa bằng hai với hệ số nguyên.
Sau đó, ta có thể quay về xét trường hợp thuần nhất. Với i = 1, …, n, gọi
{\displaystyle F_{i}(t_{1},\ldots ,t_{n-1})=t_{1}^{2}f_{i}\left({\frac {t_{2}}{t_{1}}},\ldots ,{\frac {t_{n-1}}{t_{1}}}\right),}
là thuần nhất hóa của {\displaystyle f_{i}.} Các đa thức bậc hai này với hệ số nguyên tạo thành tham số hóa của siêu mặt xạ ảnh định nghĩa bởi Q:
{\displaystyle {\begin{aligned}x_{1}&=F_{1}(t_{1},\ldots ,t_{n-1})\\&\;\;\vdots \\x_{n}&=F_{n}(t_{1},\ldots ,t_{n-1}).\end{aligned}}}
Một điểm của siêu mặt xạ ảnh định nghĩa bởi Q là điểm hữu tỉ khi và chỉ khi nó có thể lấy được từ các giá trị hữu tỉ của {\displaystyle t_{1},\ldots ,t_{n-1}.} Bởi {\displaystyle F_{1},\ldots ,F_{n}} là các đa thức thuần nhất, điểm này không đổi nếu các {\displaystyle t_{i}} đều được nhân cùng bởi một số hữu tỷ. Do đó, ta có thể giả định rằng {\displaystyle t_{1},\ldots ,t_{n-1}} là các số nguyên tố cùng nhau. Ta chứng minh được các nghiệm nguyên của phương trình Diophantos là dãy {\displaystyle (x_{1},\ldots ,x_{n})} như sau: với i = 1, ..., n,
{\displaystyle x_{i}=k\,{\frac {F_{i}(t_{1},\ldots ,t_{n-1})}{d}},}
trong đó k là số nguyên, {\displaystyle t_{1},\ldots ,t_{n-1}} là các số nguyên tố cùng nhau, và d là ước chung lớn nhất của n số nguyên {\displaystyle F_{i}(t_{1},\ldots ,t_{n-1}).}

#### Ví dụ bằng bộ ba số Pythogoras
Phương trình
{\displaystyle x^{2}+y^{2}-z^{2}=0}
là một trong những phương trình Diophantos bậc hai được nghiên cứu đầu tiên. Nghiệm của nó là các bộ ba số Pythagoras. Đây cũng là phương trình thuần nhất của đường tròn đơn vị. Ta sẽ dùng các phương pháp nêu trên để tìm ra công thức Euclid cho việc sinh ra các bộ ba số Pythagoras.
Để lấy được công thức Euclid, ta bắt đầu từ nghiệm (−1, 0, 1), tương ứng với điểm (−1, 0) của đường tròn đơn vị. Một đường thẳng đi qua điểm này có thể được tham số hóa bởi dốc của nó:
{\displaystyle y=t(x+1).}
Thay vào phương trình đường tròn
{\displaystyle x^{2}+y^{2}-1=0,}
ta được
{\displaystyle x^{2}-1+t^{2}(x+1)^{2}=0.}
Chia cho x + 1, kết quả ra là
{\displaystyle x-1+t^{2}(x+1)=0,}
giải cho x ta được:
{\displaystyle x={\frac {1-t^{2}}{1+t^{2}}}.}
Từ đây, đặt
{\displaystyle y=t(x+1)={\frac {2t}{1+t^{2}}}.}
Thuần nhất hóa theo phương pháp kể trên, ta được tất cả các nghiệm như sau
{\displaystyle {\begin{aligned}x&=k\,{\frac {s^{2}-t^{2}}{d}}\\y&=k\,{\frac {2st}{d}}\\z&=k\,{\frac {s^{2}+t^{2}}{d}},\end{aligned}}}
trong đó k là số nguyên tùy ý, s và t là hai số nguyên tố cùng nhau, và d là ước chung lớn nhất của ba tử số numerators. Thêm nữa, d = 2 nếu s và t đều lẻ, và d = 1 nếu một giá trị chẵn và giá trị còn lại lẻ.
Bộ ba số Pythagoras nguyên thủy là các nghiệm mà k = 1 và s > t > 0.
Mô tả của các nghiệm này khác một chút so với công thức Euclid bởi vì công thức Euclid chỉ xét các nghiệm mà x, y và z đều là các số nguyên dương và không phân biệt giữa hai bộ ba khi ta đổi vị trí của x và y,

## Các câu hỏi liên quan đến phương trình Diophantine
Các vấn đề sau được đặt ra  khi giải một phương trình nghiệm nguyên, chúng được sắp xếp theo thứ tự từ dễ đến khó:
1. Phương trình có thể giải quyết được hay không, nghĩa là nó có nghiệm, hay vô nghiệm?
2. Nếu có nghiệm, phương trình có bao nhiêu nghiệm, có hữu hạn hay có vô số nghiệm?
3. Tìm tất cả nghiệm của phương trình?

### Ví dụ về giải phương trình Diophantos
1. Đưa phương trình {\displaystyle (*)} về dạng {\displaystyle f_{1}(x_{1};x_{2};x_{3};...;x_{n})f_{2}(x_{1};x_{2};x_{3};...;x_{n})f_{3}(x_{1};x_{2};x_{3};...;x_{n})...f_{n}(x_{1};x_{2};x_{3};...;x_{n})=a} và {\displaystyle a=a_{1}a_{2}a_{3}...a_{n}}, khi đó:

⇒ {\displaystyle f_{1}(x_{1};x_{2};x_{3};...;x_{n})=a_{1}};{\displaystyle f_{2}(x_{1};x_{2};x_{3};...;x_{n})=a_{2}};{\displaystyle f_{3}(x_{1};x_{2};x_{3};...;x_{n})=a_{3}};...;{\displaystyle f_{n}(x_{1};x_{2};x_{3};...;x_{n})=a_{n}}
Ví dụ: Tìm nghiệm nguyên dương của phương trình 3xy+y+x=6
Giải: viết phương trình trên về dạng
3(3xy+y)+ 3x+1= 19
hay
3y(3x+1)+ 3x+1= 19
hay
(3y+1)(3x+1)= 19 (1)
do đó 3y+1; 3x+1 {\displaystyle \in } Ư(19)= {1;-1;19;-19}
x,y {\displaystyle \in } Z và thỏa (1)
nên (x;y)=(0;6);(6;0)
2. Sử dụng một số tính chất của số nguyên
Ví dụ 1) tìm nghiệm nguyên của phương trình:
{\displaystyle 2008x^{2009}+2009y^{2010}=2011}